# Siegmund von Hausegger

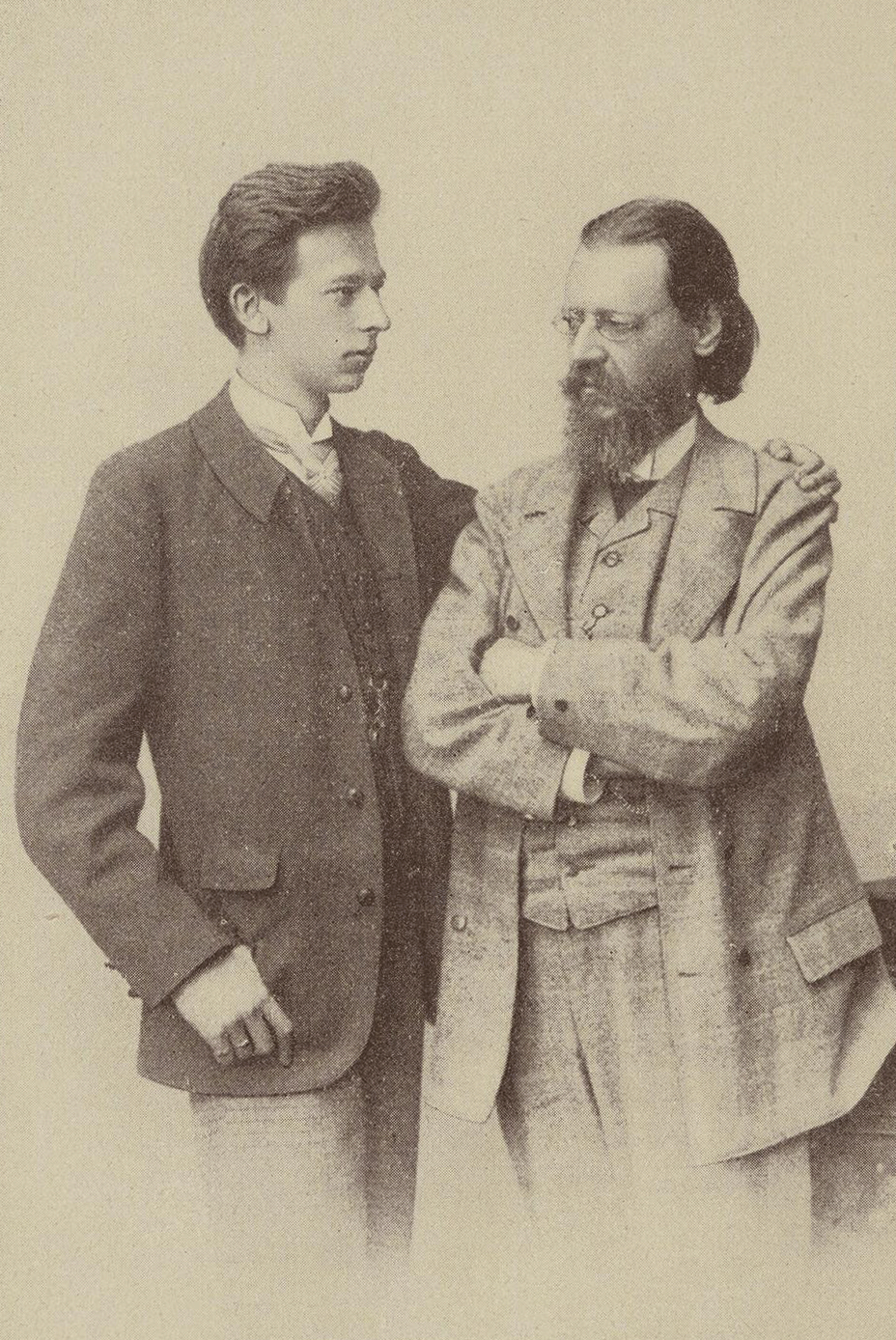
Siegmund von Hausegger (t.v.) med fadern Friedrich von Hausegger.

Siegmund von Hausegger, född 16 augusti 1872, död 10 oktober 1948, var en österrikisk dirigent och tonsättare. Han var son till Friedrich von Hausegger.
Hausegger innehade dirigentplatser i Graz, München, Frankfurt am Main, Hamburg, Berlin, och var från 1920 direktör för statliga akademin för tonkonst och konstnärlig ledare för konsertföreningen i München. Hauseggers verksamhet både som ledande och skapande musiker präglades av högt konstnärligt allvar. I båda egenskaper framträdde han inför svensk publik. Hans verk omfattar två operor (Helfrid och Zinnober), två symfoniska dikter (Barbarossa och Wieland der Schmied), Natursymfoni, orkestervariationer (Aufklänge), körer med orkester och solosånger. Som författare har Hausegger framträtt med Alexander Ritter (1907) och Betrachtungen zur Kunst (samlade uppsatser, 1921).